# Bryobium hyacinthoides
Bryobium hyacinthoides är en orkidéart som först beskrevs av Carl Ludwig von Blume, och fick sitt nu gällande namn av Yan Peng Ng och Phillip James Cribb. Bryobium hyacinthoides ingår i släktet Bryobium och familjen orkidéer. Inga underarter finns listade i Catalogue of Life.

## Bildgalleri

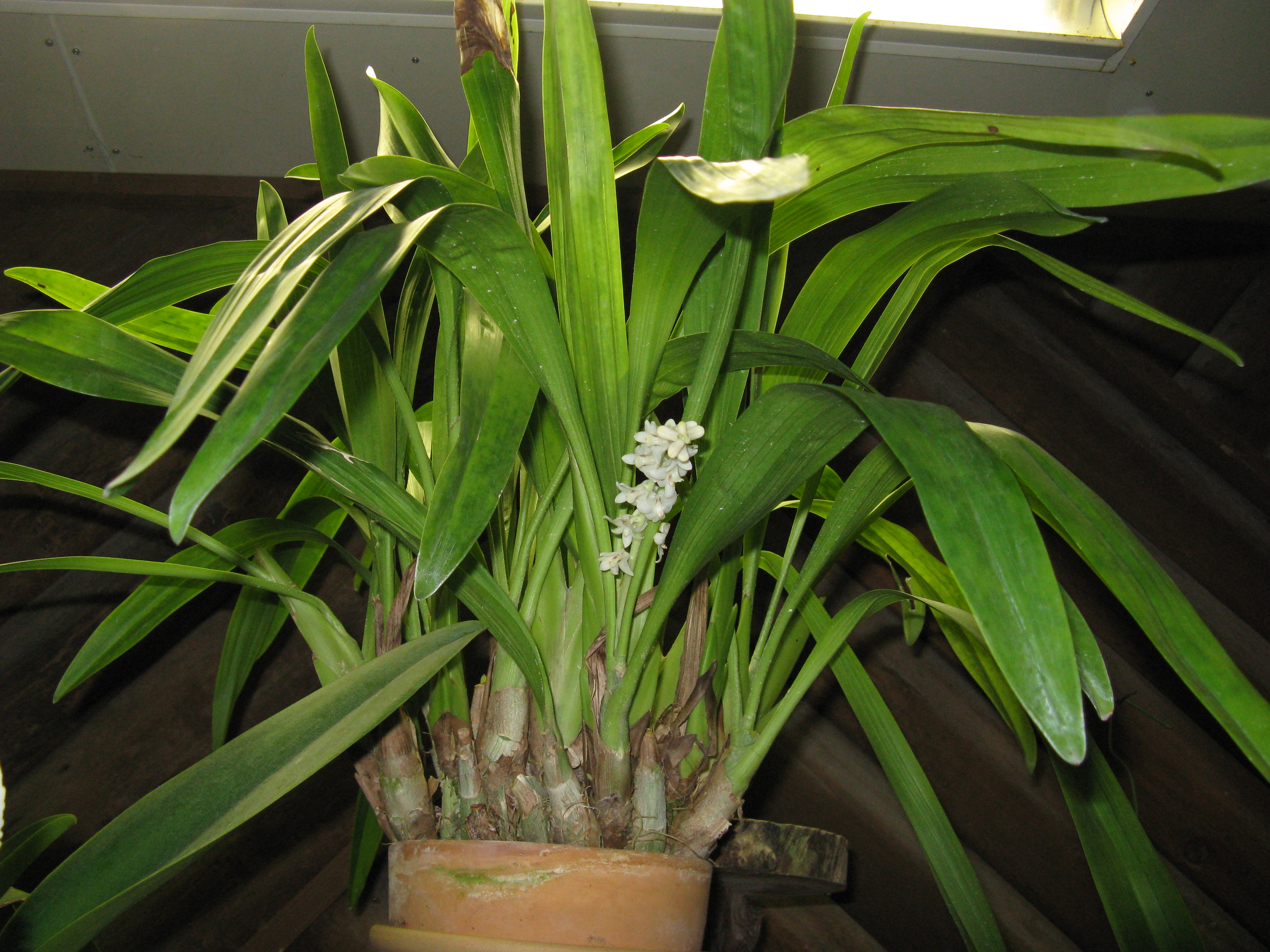
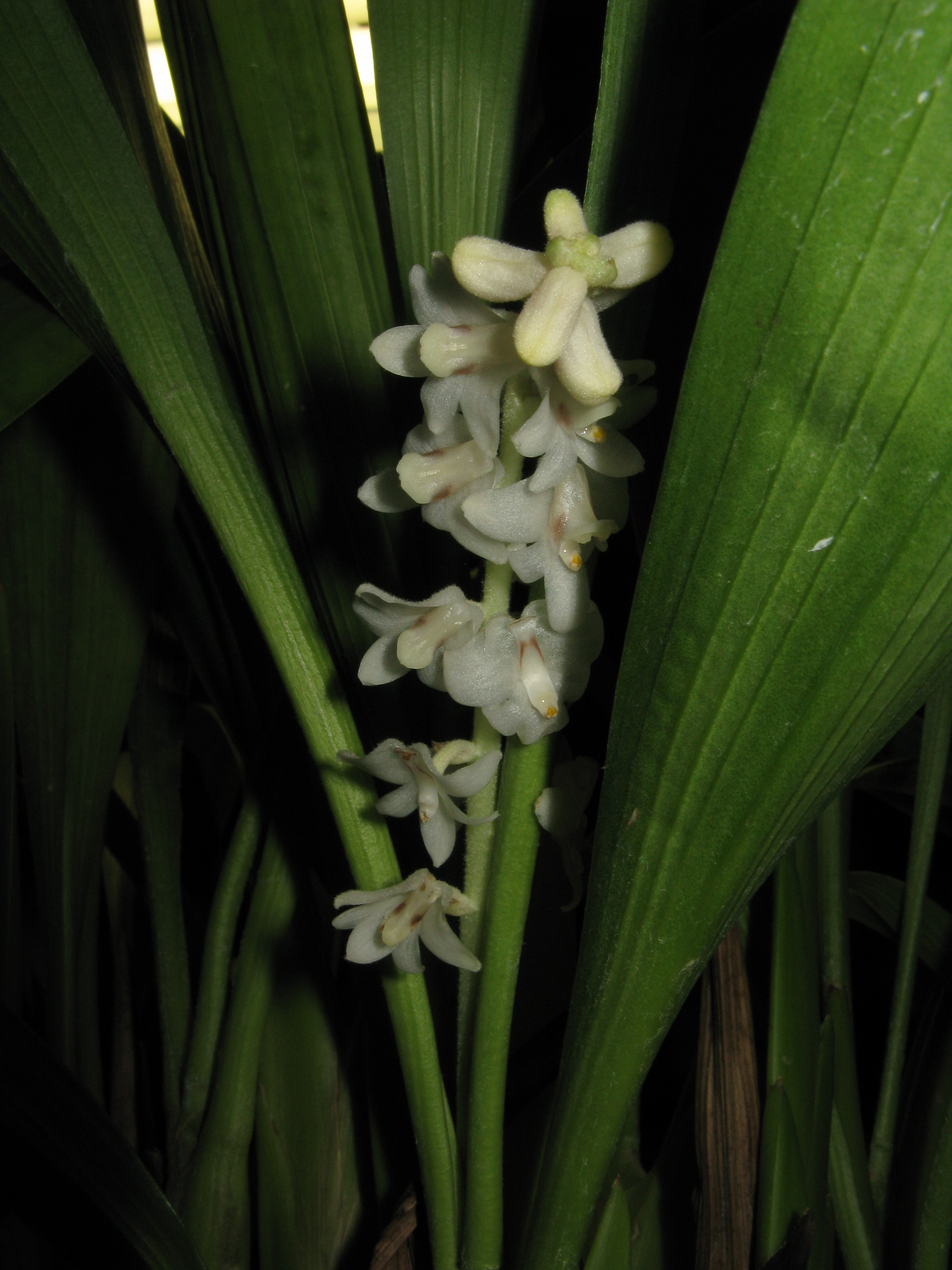
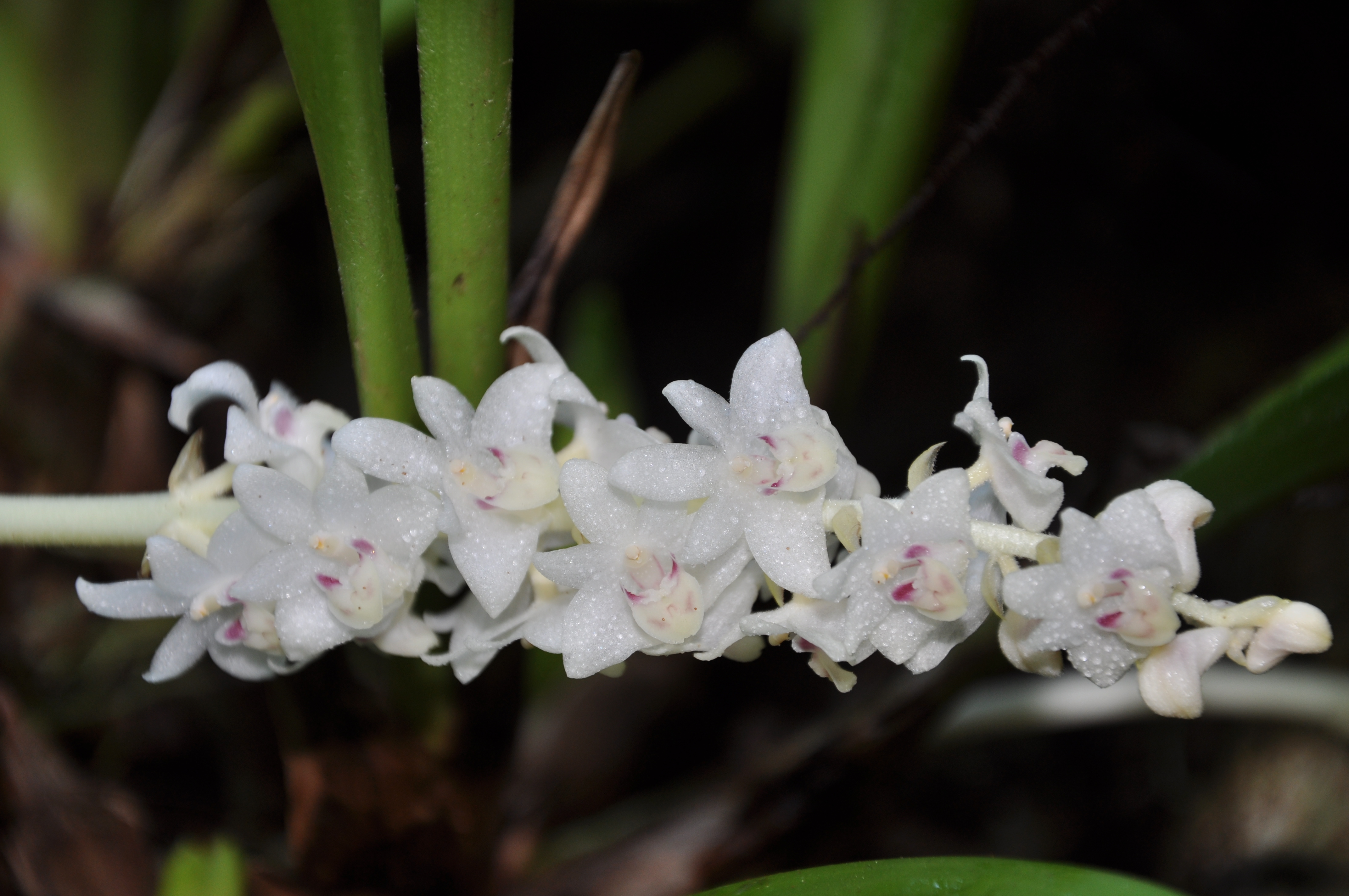
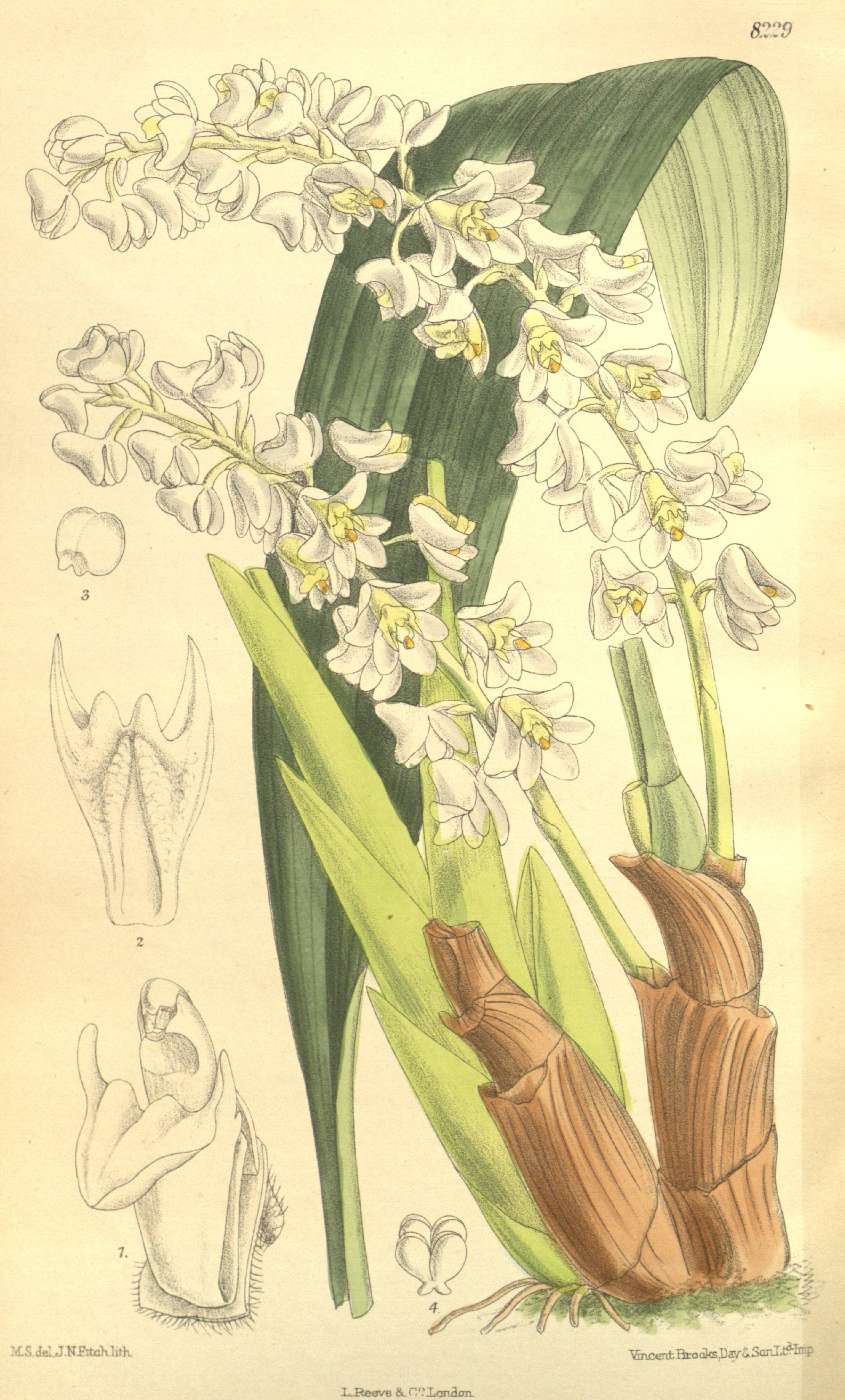